# 파라다이스 (1966년 영화)
파라다이스(Paradise, Hawaiian Style)는 미국에서 제작된 마이클 D. 무어 감독의 1966년 영화이다. 엘비스 프레슬리 등이 주연으로 출연하였고 할 B. 월리스 등이 제작에 참여하였다.

## 출연

### 주연
- 엘비스 프레슬리

### 조연
- 수잔나 라이
- 제임스 쉬게터
- 도나 버터워스

## 제작진
- 협력프로듀서: 폴 나단
- 미술: 헐 페레이라
- 미술: 월터 H. 타일러
- 의상: 에디스 헤드